# La Couronne
 La Couronne  es una población y comuna francesa, en la región de Poitou-Charentes, departamento de Charente, en el distrito de Angoulême y cantón de La Couronne.

## Demografía
| 5257 | 5394 | 5901 | 6076 | 6295 | 6861 |
| Para los censos de 1962 a 1999 la población legal corresponde a la población sin duplicidades (Fuente: INSEE [Consultar]) |      |      |      |      |      |